# Pour (fleuve)
Pour les articles homonymes, voir Pour.
Le Pour (en russe : Пур) est un fleuve de Russie long de 1 024 km, qui coule dans le district autonome de Iamalo-Nénétsie dans le nord-ouest de la Sibérie et se jette dans le fond de l'estuaire de Taz en mer de Kara.

## Géographie
Le fleuve résulte de la confluence de deux rivières : le Piakoupour (Пякупур) de gauche et
l'Aïvassedapour (Айваседапур) de droite. Leur confluence a lieu peu au nord de la ville de Tarko-Sale à une altitude de 21 mètres. Le tronc commun, ou Pour proprement dit, ne mesure que 389 km. Il atteint 1 024 km avec le plus long de ses affluents, le Piakoupour.
Les deux rivières-sources prennent leur source dans les collines des Ouvalys de Sibérie. Le Pour coule droit vers le nord, en décrivant de nombreux méandres dans la partie nord de la plaine de Sibérie occidentale. Son bassin a une superficie de 112 000 km2.
Son débit moyen est de 1 040 m3/s mais peut atteindre 10 000 m3/s en période de crue.

## Villes traversées
- Nadym
- Tarko-Sale qui se trouve en fait sur le Piakoupour, cours supérieur du Pour, mais à moins de cinq kilomètres de la naissance du Pour proprement dit.

## Gel et navigabilité
Le fleuve est pris dans les glaces de novembre à mai.
En dehors de cette longue période, il est navigable sur toute sa longueur.

## Hydrométrie - Les débits mensuels à Sambourg
Le débit du Pour a été observé pendant 53 ans (de 1939 à 1991) à Sambourg, petite localité
située à 86 kilomètres de son embouchure dans le golfe du Taz.
Le module observé à Sambourg durant cette période était de 896 m3/s pour une surface de drainage de 95 100 km2, soit plus de 85 % du bassin versant du fleuve qui en compte 112 000.
La lame d'eau écoulée dans ce bassin versant se monte ainsi à 297 millimètres par an, ce qui peut être considéré comme assez élevé, et correspond aux mesures effectuées sur d'autres cours d'eau du nord de la Sibérie.
Fleuve alimenté en partie par la fonte des neiges, mais aussi par les pluies d'été et d'automne, le Pour est un cours d'eau de régime nivo-pluvial.
Les hautes eaux se déroulent au début de la saison printemps-été, au mois de juin surtout et au début du mois de juillet, ce qui correspond au dégel et à la fonte des neiges. En juillet puis en août, le débit baisse assez rapidement, puis se stabilise à un niveau assez élevé tout en conservant une tendance baissière, et ceci tout au long du reste de l'été, puis de l'automne. Le débit chute à nouveau en novembre et surtout en décembre, ce qui constitue l'entrée en période des basses eaux, laquelle a lieu de novembre-décembre à avril inclus. Cette saison de basses eaux correspond aux importantes gelées qui envahissent toute la Sibérie et particulièrement le nord de celle-ci.
Le débit moyen mensuel observé en avril (minimum d'étiage) est de 226 m3/s, soit plus ou moins 6 % du débit moyen du mois de juin (3 797 m3/s), ce qui montre des variations saisonnières assez élevées, même dans le cadre de la Sibérie, région où les écarts saisonniers sont souvent fort importants. Sur la durée d'observation de 53 ans, le débit mensuel minimal a été de 105 m3/s en mars 1969, tandis que le débit mensuel maximal s'élevait à 5 180 m3/s en juin 1959.
En considérant la seule période libre de glaces (de juin à septembre inclus), le débit mensuel minimal observé a été de 452 m3/s en septembre 1945, ce qui restait très confortable, voire abondant.

## Activités économiques
Plusieurs champs pétroliers et gaziers en exploitation se trouvent sur son bassin et notamment ceux d'Ourengoï et de Goubkine.